# Chuck Garric

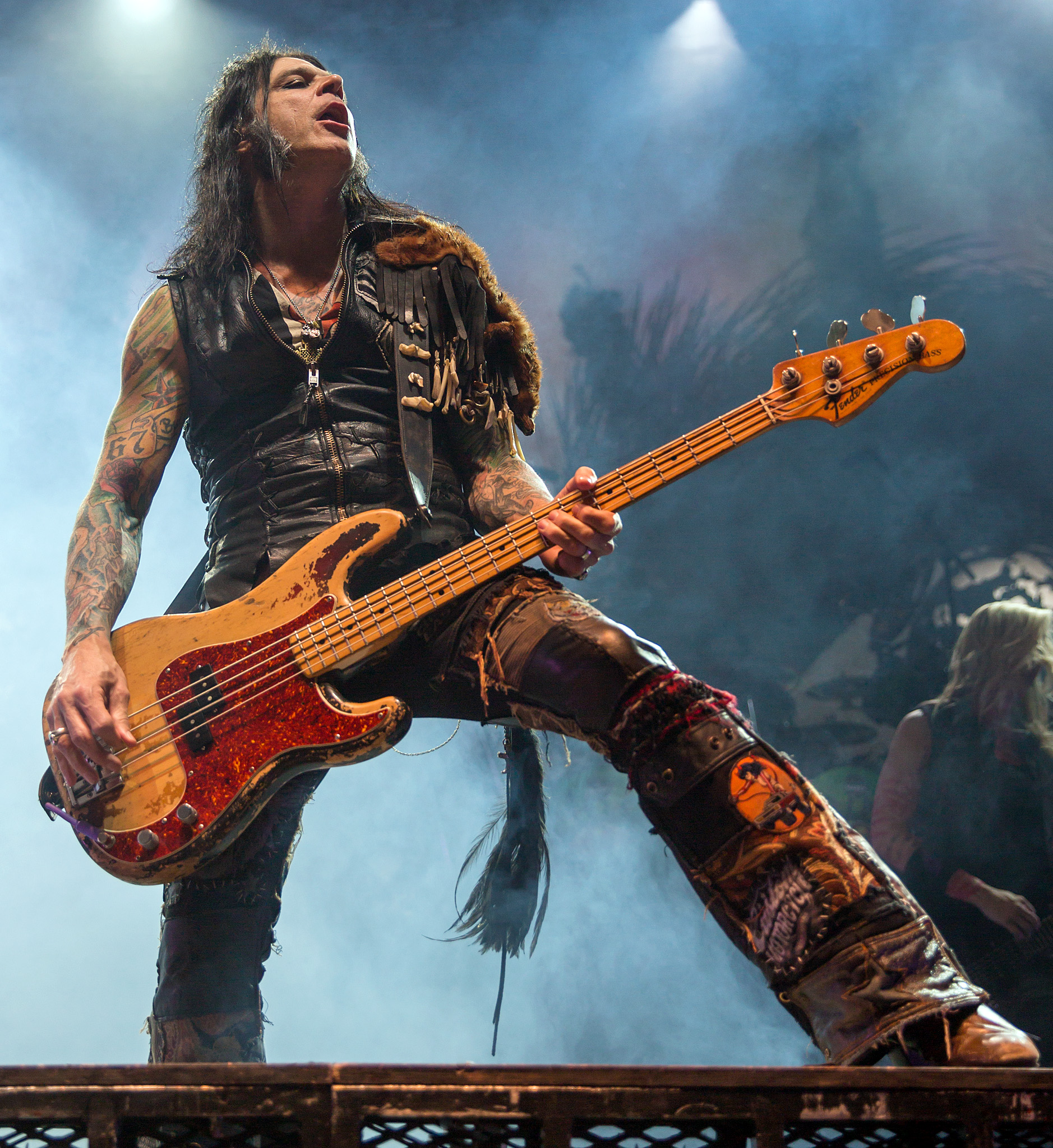
Chuck Garric, 2015

Chuck Garric (* 1967) ist ein US-amerikanischer Bassist.

## Leben
Er spielte für Turd, The Druts, L.A. Guns, Dio und das Eric Singer Project (ESP). Seit 2002 spielt er Bass für Alice Cooper bei den Aufnahmen zu  The Eyes of Alice Cooper und Dirty Diamonds. Auch auf der 2008 aufgenommenen CD Along Came a Spider war er Mitverfasser zweier Stücke.
Des Weiteren ist Garric der Frontman und Sänger der Band Beasto Blanco, bei welcher auch Alice Coopers Tochter, Calico Cooper, mitwirkt. Im deutschsprachigen Raum bekannt wurde die Band vor allem durch ihre Teilnahme als Vorband bei der 2016er-Hallentour der Böhsen Onkelz.
Chuck Garric ist der Besitzer des Aufnahmestudios VoiceTrax West in Studio City in Kalifornien.